# Saarijärvi (sjö i Esbo och Vichtis, Nyland)
Saarijärvi är en sjö i Finland. Den ligger i kommunerna Esbo och Vichtis i landskapet Nyland, i den södra delen av landet, 25 km nordväst om huvudstaden Helsingfors. Saarijärvi ligger 72,3 meter över havet. Arean är 95,2 hektar och strandlinjen är 8,9 kilometer lång. Sjön  ingår i Vanda å huvudavrinningsområde.   I omgivningarna runt Saarijärvi växer i huvudsak barrskog.